# La Victoria (Boyacá)
Pour les articles homonymes, voir La Victoria.
La Victoria est une municipalité située dans le département de Boyacá, en Colombie.